# Bjurums socken, Kinne härad
Bjurum var en socken i Kinne härad i Västergötland. Den ingår nu i Götene kommun i den del av Västra Götalands län som tidigare ingick i Skaraborgs län.
Redan under medeltiden införlivades Bjurum med Vättlösa socken. Kyrkan låg 6 kilometer öster om Vättlösa kyrka.

## Lilla Bjurums kyrkoruin
Platsen var fram till 1960-talet, då den undersöktes, överväxt med granskog och ruinkullen bestod av en oval jordkulle. Efter slutfört arbete konserverades murarna och övertorvades. Av kyrkan återstår endast de nedre delarna till en meters höjd. Anläggningen har bestått av ett rektangulärt långhus med mindre rakslutet kor. Ingången har varit i södra långhusmuren. Kyrkan var uppförd i skalmursteknik i medelhöga skift av ytbehuggen sandsten i den yttre muren. Innerskalet består av natursten, varav flera flata hällar ställda på kant. Både in- och utvändigt har murarna varit putsade. Byggnaden har totalt varit 14,1 meter lång och 6,7 meter bred. Bara långhuset mäter 9,5 meter utvändigt och 7,5 meter invändigt. Koret är utvändigt 4,7 meter långt och 4,8 meter brett. Invändigt mått på koret är 3,7 meter långt och 2,8 meter brett. Öppningen mellan långhus och kor är 0,73 meter. Korets golv är högre än långhusets. Det ursprungliga golvet är bevarat i hela byggnaden och utgörs av kullerstenssättning i kalkbruk. Längs långhusets innermurar i söder, väster och norr löper en murad väggfast stenbänk. Denna är 46 centimeter hög och 40 centimeter bred, samt kalkputsad. I kyrkans långhus påträffades ett mynt från 1500-talet. Fotpartiet till dopfunten har återförts till kyrkplatsen från det gamla torp där den en länge tid förvarats.Efter reformationen fick kyrkan förfalla och man tog sten därifrån då Lilla Bjurums huvudbyggnad uppfördes 1737.

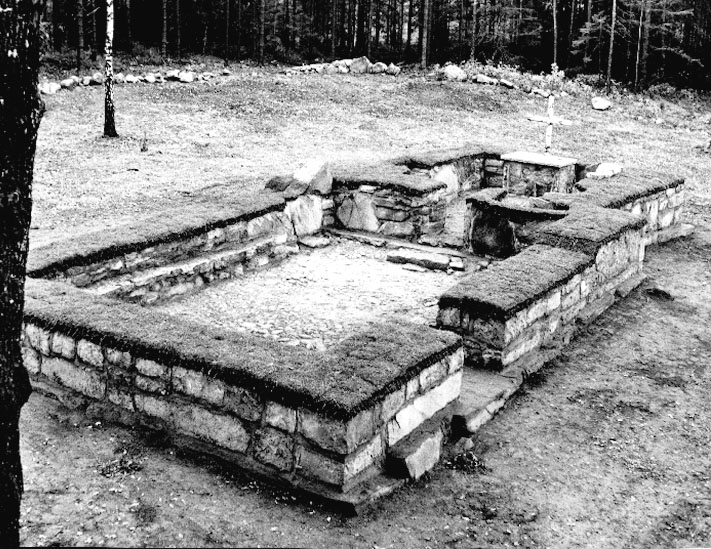
Ruinen efter konservering
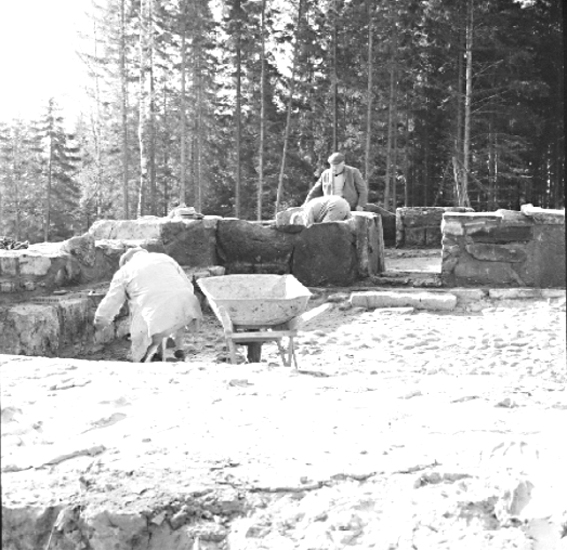
Under utgrävningen 1964
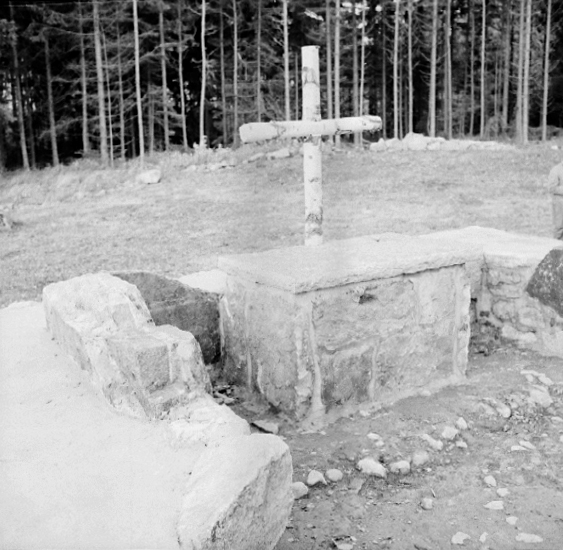
Altaret

## Bjurums försvunna kyrkby och socken
Kyrkogårdsområdet är beläget intill den numera försvunna Bjurums kyrkby. Vall efter husgrunder och den vallgravsomgivna huvudbyggnaden till den medeltida gården vittnar om den samhällsbildning som senast under 1200-talets förra hälft uppfört den lilla kyrkan i Bjurums socken. Socknen uppgick i Vättlösa i samband med att kyrkan upphörde att användas. Då kyrkan ej nämns i Skara stifts kyrkliga jordebok av år 1540, bör det skett omkring 1500. Till skoning i Bjurums herrgårds vallgrav har använts stenar från kyrkobyggnaden. Dessa har numera återförts till kyrkoruinen i samband med att den restaurerades.